# Pellucidar (romanzo)
Pellucidar è un romanzo avventuroso-fantascientifico del 1915 scritto da Edgar Rice Burroughs, il secondo capitolo del Ciclo di Pellucidar. Questo romanzo venne in origine proposto come sulla rivista All-Story Weekly in quattro parti dall'8 al 29 maggio 1915. Successivamente fu pubblicato in volume a copertina rigida dall'editore A. C. McClurg nel settembre 1923. Una mappa a opera dello stesso Burroughs, relativa all'impero di Pellucidar, ha accompagnato sia la versione a puntate che quella in volume. Un'edizione in italiano del romanzo è stata pubblicata nel 2021 da Landscape Books e nel 2022 da GM.libri.

## Trama
David Innes e il suo prigioniero, un membro della razza dei rettili Mahar, dominatori del mondo interiore di Pellucidar, fanno ritorno dal mondo di superficie nella "talpa di ferro", inventata dal suo amico e compagno di avventure Abner Perry.
Emergendo in Pellucidar in una locazione ignota, David libera il proprio prigioniero. Dopo aver battezzato quel luogo come Greenwich, egli usa la tecnologia che ha portato con sé per iniziare a esplorare in maniera sistematica e mappare quella terra sconosciuta, mentre cerca i propri compagni perduti, Abner, Ghak, e la bella Dian. Egli incontra e fa presto amicizia con un nuovo alleato, Ja dell'isola di Anoroc. Più tardi, egli trova Abner, da cui scopre che nel corso della propria assenza la rivolta della razza umana contro i Mahar non è andata bene.
In un tentativo di diplomazia con i Mahar, David raccoglie informazioni sul suo amore Dian e sul suo nemico Hooja, che si è alleato con i loro avversari offrendo loro un libro che contiene il Grande Segreto della riproduzione dei Mahar, che David aveva rubato e nascosto nel precedente romanzo. David cerca di recuperarlo, solo per scoprire che Hooja è stato lì prima di lui e ha preteso Dian come propria ricompensa ai Mahar.
Così, egli si mette sulle tracce del proprio nemico e lo sconfigge prima di riprendere la guerra di indipendenza degli umani. Alla fine, grazie alle risorse che David ha condotto con sé dal mondo esterno, lui e Abner riescono a dar vita a una confederazione di tribù umane che rinominano come Impero di Pellucidar, che stermina le città Mahar e stabilisce una nuova civiltà umana al loro posto.

## Copyright
Il copyright per questa storia è scaduto negli Stati Uniti d'America, e ora è lì di pubblico dominio. Il testo è disponibile attraverso il Progetto Gutenberg.